# Матов (село)
Матов (укр. Матів) — село в Сокальской городской общине Шептицкого района Львовской области Украины.
Население по переписи 2001 года составляло 231 человек. Занимает площадь 1,06 км². Почтовый индекс — 80032. Телефонный код — 3257.